# Coppa di Lega sudcoreana
La Coppa di Lega sudcoreana (리그컵?, in inglese Korean League Cup) è stata una competizione calcistica organizzata dalla Federazione calcistica della Corea del Sud a cui partecipavano le squadre della K-League. 

## Storia
La competizione fu istituita nel 1992, tuttavia la sua origine risale all'estate del 1986, quando si svolse l'unica edizione del campionato sudcoreano di calcio professionistico, torneo vinto dallo Hyundai Horang-i e considerato il predecessore della Coppa di Lega. 
Dalla sua creazione il nome della coppa fu associato a quello dell'azienda o dell'ente che di volta in volta sponsorizzava l'evento:
- Campionato sudcoreano di calcio professionistico (1986)

- Adidas Cup (1992-2002), sponsorizzata dall'Adidas
- Prospecs Cup (1997), sponsorizzata dalla LS Networks Company
- Phillip Morris Cup (1998), sponsorizzata dalla Phillip Morris
- Daehan Insurance Cup (1999-2000), sponsorizzata dalla Hanwha Daehan Life Insurance
- Samsung Hauzen Cup (2004-2008), sponsorizzata dalla Samsung Electronics
- Peace Cup Korea (2009), sponsorizzata dal comitato organizzatore della Coppa della Pace
- Posco Cup (2010), sponsorizzata dalla POSCO
- Rush & Cash Cup (2011), sponsorizzata dalla A&P Financial

## Albo d'oro

### Campionato sudcoreano di calcio professionistico
| Stagione | Vincitore | Finalista     |
| 1986     | Ulsan HD  | Daewoo Royals |

### Coppa di Lega sudcoreana
| Stagione | Trofeo             | Vincitore        | Finalista          |               |
| -------- | ------------------ | ---------------- | ------------------ | ------------- |
| 1992     | Adidas Cup         | Ilhwa Chunma     | LG Cheetahs        |               |
| 1993     | Adidas Cup         | POSCO Atoms      | Ulsan HD           |               |
| 1994     | Adidas Cup         | Jeju SK          | LG Cheetahs        |               |
| 1995     | Adidas Cup         | Ulsan HD         | Ilhwa Chunma       |               |
| 1996     | Adidas Cup         | Jeju SK          | Pohang Atoms       |               |
| 1997     | Adidas Cup         | B. Daewoo Royals | Chunnam Dragons    |               |
| 1997     | Prospecs Cup       | B. Daewoo Royals | Pohang Steelers    |               |
| 1998     | Adidas Korea Cup   | Ulsan HD         | Jeju SK            |               |
| 1998     | Philip Morris Cup  | B. Daewoo Royals | Jeju SK            |               |
| 1999     | Adidas Cup         | Suwon Bluewings  | Anyang LG Cheetahs |               |
| 1999     | Daehanhwajae Cup   | Suwon Bluewings  | B. Daewoo Royals   |               |
| 2000     | Adidas Cup         | Suwon Bluewings  | Seongnam           |               |
| 2000     | Daehanhwajae Cup   | Bucheon SK       | Chunnam Dragons    |               |
| 2001     | Adidas Cup         | Suwon Bluewings  | Busan I'Cons       |               |
| 2002     | Adidas Cup         | Seongnam         | Ulsan HD           |               |
| 2003     | non disputata      | non disputata    | non disputata      | non disputata |
| 2004     | Samsung Hauzen Cup | Seongnam         | Daejeon Citizen    |               |
| 2005     | Samsung Hauzen Cup | Suwon Bluewings  | Ulsan HD           |               |
| 2006     | Samsung Hauzen Cup | Seoul            | Seongnam           |               |
| 2007     | Samsung Hauzen Cup | Ulsan HD         | Seoul              |               |
| 2008     | Samsung Hauzen Cup | Suwon Bluewings  | Chunnam Dragons    |               |
| 2009     | Peace Cup Korea    | Pohang Steelers  | Busan I'Park       |               |
| 2010     | Posco Cup          | Seoul            | Jeonbuk Hyundai    |               |
| 2011     | Rush & Cash Cup    | Ulsan HD         | Busan I'Park       |               |

## Vittorie per squadra
| Squadra                 | Vittorie                               | Finali perse               |
| ----------------------- | -------------------------------------- | -------------------------- |
| Suwon Samsung Bluewings | 6 (1999, 1999, 2000, 2001, 2005, 2008) | -                          |
| Ulsan Hyundai FC        | 4 (1995, 1998, 2007, 2011)             | 3 (1993, 2002, 2005)       |
| Seongnam Ilhwa Chunma   | 3 (1992, 2002, 2004)                   | 3 (1995, 2000, 2006)       |
| Jeju United FC          | 3 (1994, 1996, 2000)                   | 2 (1998, 1998)             |
| Busan IPark             | 3 (1997, 1997, 1998)                   | 4 (1999, 2001, 2009, 2011) |
| FC Seoul                | 2 (2006, 2010)                         | 4 (1992, 1994, 1999, 2007) |
| Pohang Steelers         | 2 (1993, 2009)                         | 2 (1996, 1997)             |
| Chunnam Dragons         | -                                      | 3 (1997, 2000, 2008)       |
| Daejeon Citizen         | -                                      | 1 (2004)                   |
| Jeonbuk Hyundai Motors  | -                                      | 1 (2010)                   |